# Randia costata
Randia costata är en måreväxtart som beskrevs av Attila L. Borhidi. Randia costata ingår i släktet Randia och familjen måreväxter. Inga underarter finns listade i Catalogue of Life.